# دامير تشافلوفيتش
دامير تشافلوفيتش مواليد 28 يناير 1952 في كارلوفاتش، جمهورية يوغوسلافيا الاشتراكية الاتحادية، هو لاعب كرة يد كرواتي معتزل تحول إلى التدريب بعد الاعتزال.

## الإنجازات
كلاعب
- بطولة يوغوسلافيا لكرة اليد (1): 1974./75 ، 1977./78

كمدرب
- الدوري الكرواتي لكرة اليد : 1990 ، 2002–03
- الدوري الكرواتي لكرة اليد: الوصافة (2): 1996-97، 1997–98